# Gruszowiec
Gruszowiec – wieś w Polsce położona w województwie małopolskim, w powiecie limanowskim, w gminie Dobra.
W latach 1975–1998 miejscowość administracyjnie należała do województwa nowosądeckiego. Integralne części miejscowości: Do Broga, Do Galasa, Do Jakubca, Do Kaszy, Do Kuźli, Do Łukaszki, Do Miśkowca, Do Myszy, Do Płoszczycy, Do Porucznika, Do Sabury, Do Szerszenia, Do Żołądka, Na Granice.

## Położenie
Gruszowiec znajduje się w Beskidzie Wyspowym. Zabudowania i pola tej miejscowości zajmują rejon przełęczy Gruszowiec i dolne stoki dwóch wybitnych wzniesień Beskidu Wyspowego: Ćwilina i Śnieżnicy. Przez Gruszowiec przebiega droga krajowa nr 28 z Nowego Sącza do Lubnia. Ciągnie się ona przez wieś przez ok. 2,5 km. Miejscowość położona jest na wysokości około 550–685 m n.p.m. Od wschodu graniczy z Dobrą, od zachodu z Kasiną Wielką.

## Zarys historii
W 1595 roku wieś położona w powiecie szczyrzyckim województwa krakowskiego była własnością kasztelana małogoskiego Sebastiana Lubomirskiego.
Przed I wojną światową Aniela Zdanowska założyła we wsi koło gospodyń wiejskich.
4 września 1939 niemiecki oddział specjalny pod dowództwem SS-sturmbannführera A. Hasselberga zamordował 14 osób i spalił 9 zabudowań gospodarczych.
W latach okupacji niemieckiej w Polsce, oddziały SS i Gestapo dokonały pacyfikacji wsi. 1 listopada 1944 w odwecie za zbrojną akcję partyzantów, przeprowadzoną w okolicy wsi Porąbka, spędzono do jednego z domów 33 osoby a następnie spalono je żywcem. Wśród pomordowanych znajdowały się kobiety i dzieci, niektóre z nich miały poniżej 3 lat. W 1968 na skraju wsi wzniesiono pamiątkowy obelisk dla upamiętnienia ofiar.

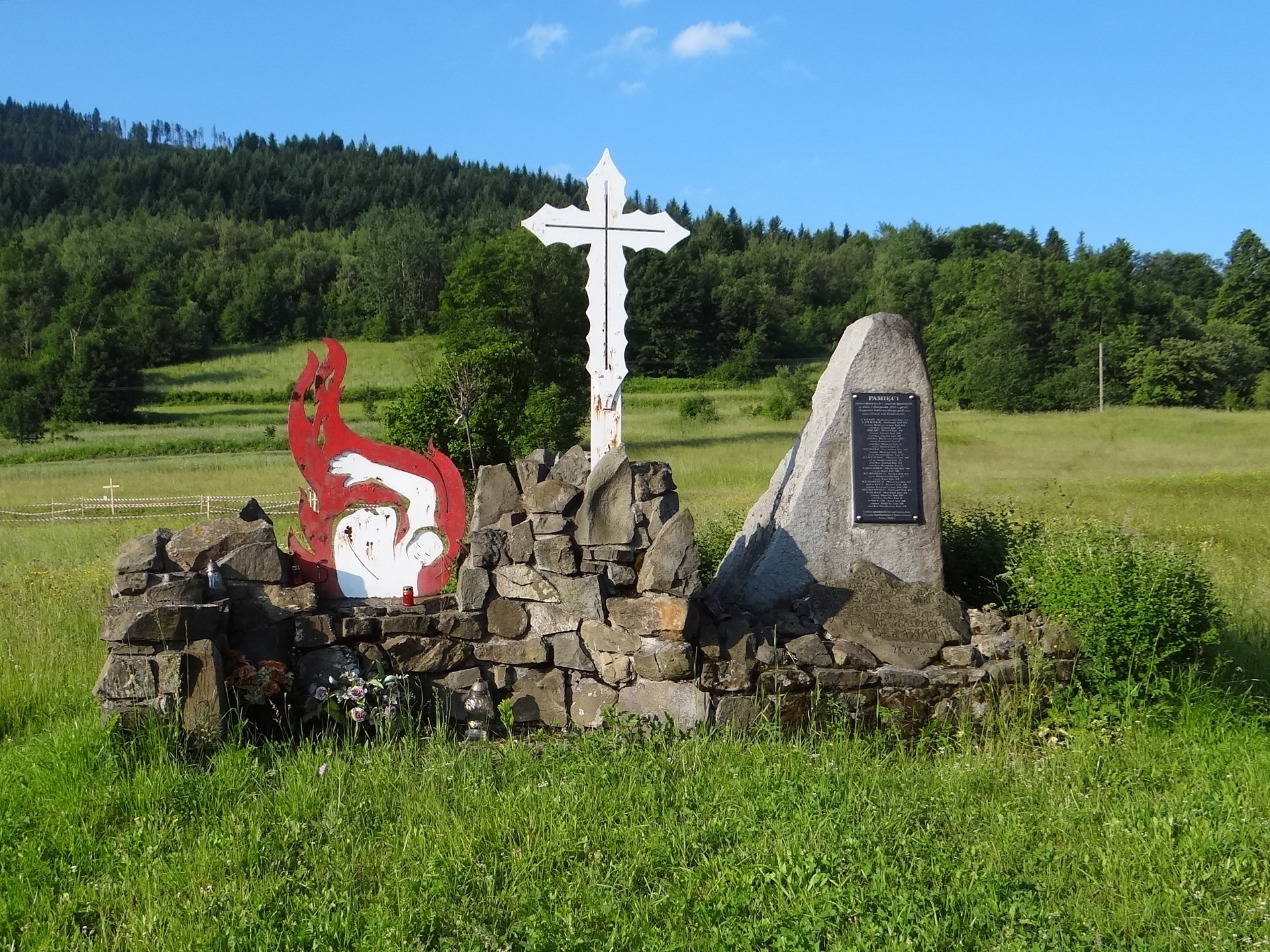
Pomnik ofiar faszyzmu